# Route départementale 17 (Hautes-Pyrénées)
Pour les articles homonymes, voir Route départementale 17.
La route départementale 17, ou RD 17, est une route départementale des Hautes-Pyrénées reliant Laborde à Bernadets-Debat.

## Descriptif

### Longueur
L'itinéraire présente une longueur de 45,5 km.

### Nombre de voies
La RD 17 est sur la totalité de son tracé bidirectionnelle à deux voies.

### Tracé
La RD 17 traverse le département du sud au nord, à partir de Laborde depuis l'intersection de la route départementale D 26 et rejoint Laborde jusqu’à la limite du Gers.
Elle coupe d'ouest en est la route départementale D 632 au niveau de Trie-sur-Baïse et la route départementale D 817, au niveau de Lannemezan.
Elle raccorde le Pays des Nestes au Pays des Coteaux.
Elle relie les Baronnies des Pyrénées au nord du département sur le plateau de Lannemezan.

## Communes traversées
- Laborde
- Lomné
- Avezac-Prat-Lahitte
- La Barthe-de-Neste
- Lannemezan
- Campistrous
- Houeydets
- Castelbajac
- Montastruc
- Bonnefont
- Lustar
- Tournous-Darré
- Vidou
- Trie-sur-Baïse
- Fontrailles
- Bernadets-Debat

## Gestion, entretien et exploitation

### Organisation territoriale
En 2021, les services routiers départementaux sont organisés en cinq agences techniques départementales et 25 centres d'exploitation qui ont pour responsabilité l’entretien et l’exploitation des routes départementales de leur territoire. 
La RD 17 dépend des agences du Pays des Nestes au Pays des Coteaux et des centres d'exploitation de Capvern et de Trie-sur-Baïse.

### Exploitation
En saison hivernale, le département publie une carte des conditions de circulation (C1 circulation normale, C2 délicate, C3 difficile, C4 impossible).

## Galerie

Sélection de vues des villages traversés.
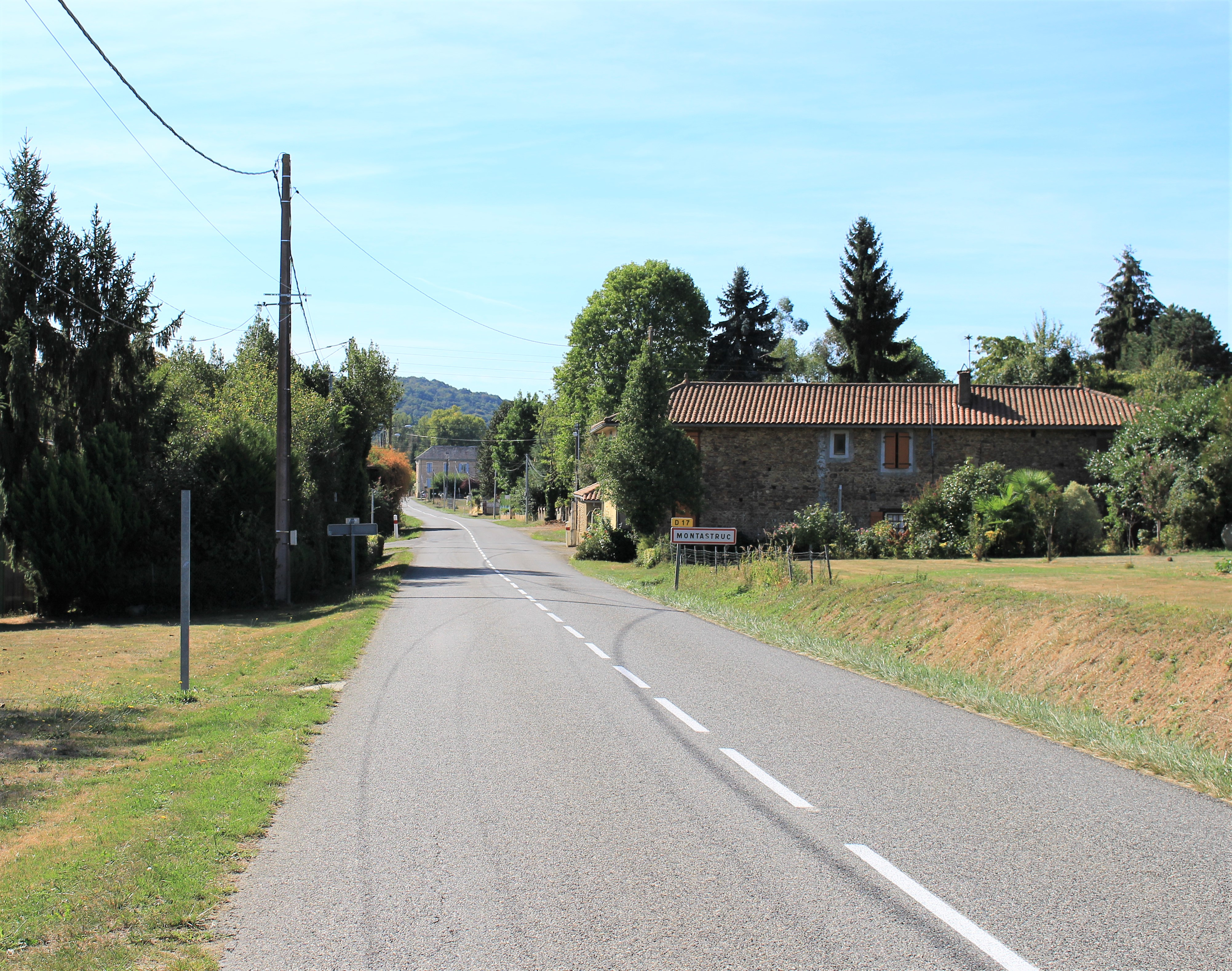
Entrée Nord de Montastruc.
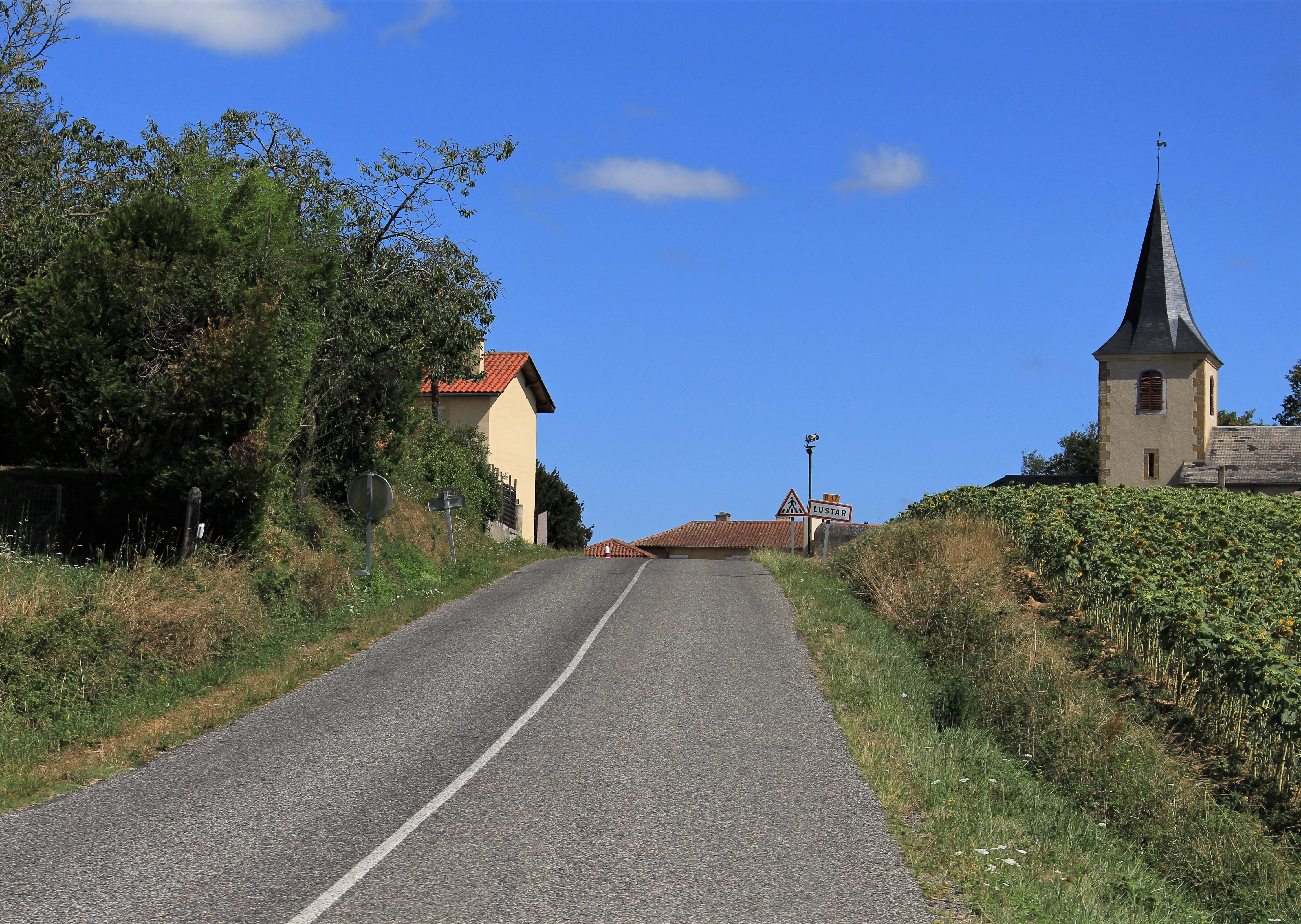
Entrée Sud de Lustar.
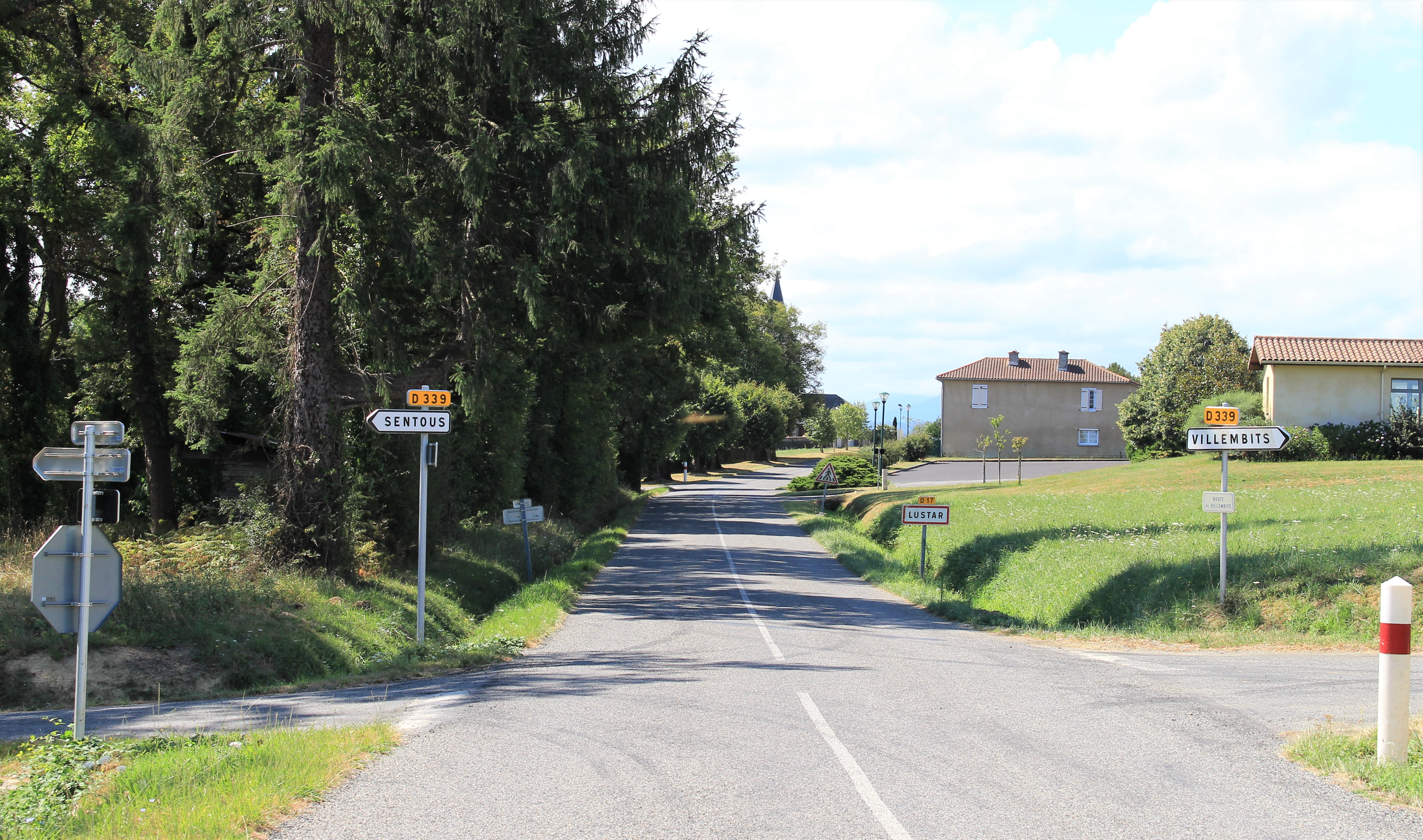
Entrée Nord de Lustar.